# 韦尔滕蒂斯
韦尔滕蒂斯是巴西伯南布哥州的一个市镇。总面积172.77平方公里，总人口16927人，人口密度98人/平方公里。